# Austroraptor
Austroraptor (il cui nome significa "rapace del sud") è un genere estinto di dinosauro dromeosauride unenlagiino vissuto nel Cretaceo superiore, circa 70 milioni di anni fa, in Argentina. L'Austroraptor era un dinosauro bipede carnivoro di media taglia e dalla corporatura leggera; gli esemplari adulti potevano raggiungere una lunghezza di 5 metri (16,4 piedi), il che lo rende uno dei dromeosauridi più grandi noti insieme ad Achillobator, Dakotaraptor e Utahraptor, oltre ad essere il più grande dromaeosauro scoperto nell'emisfero meridionale. Caratteristica distintiva del taxon sono le braccia piuttosto corte rispetto al resto del corpo e se paragonate con animali della stessa famiglia.

## Descrizione

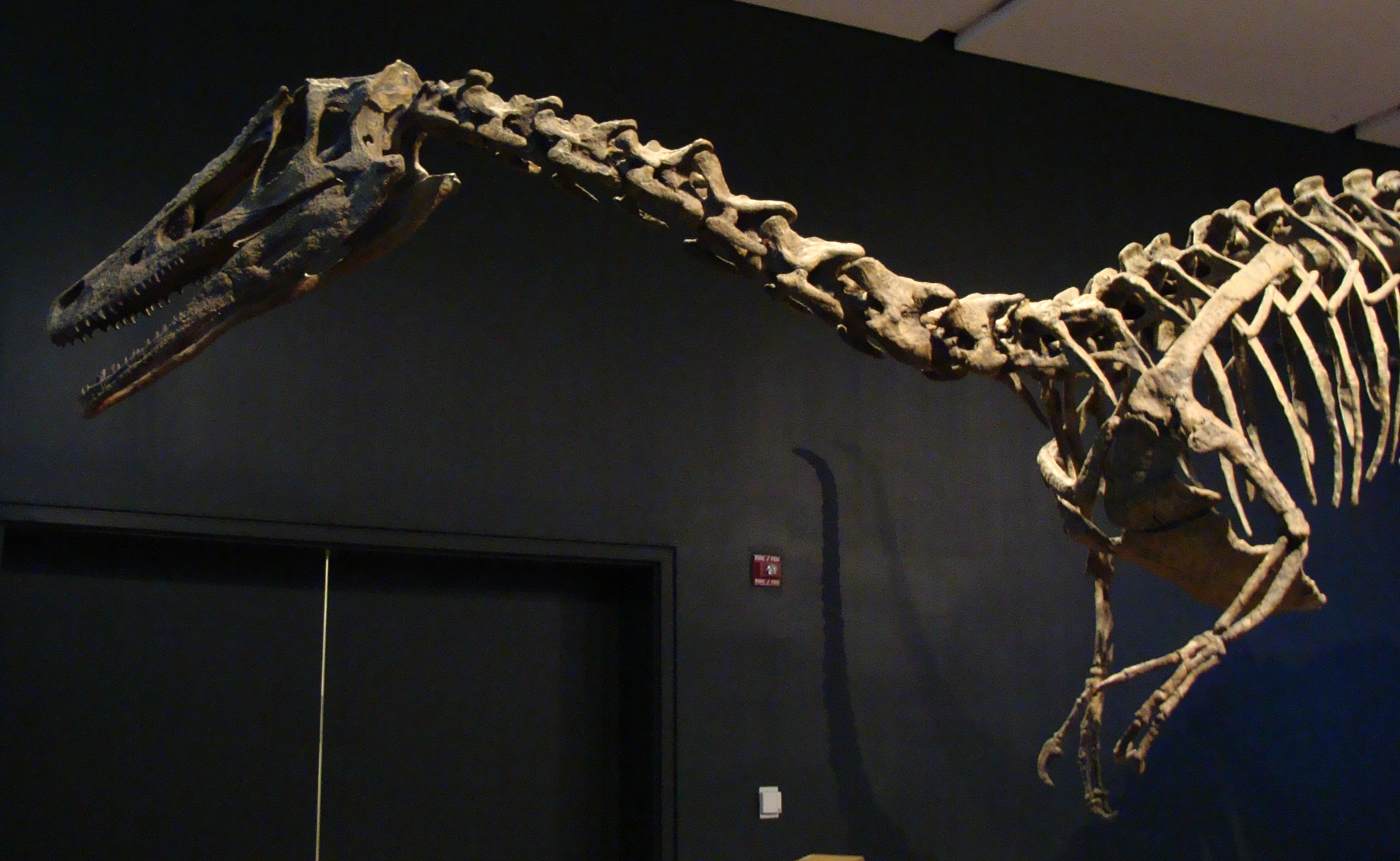
Testa e collo di Austroraptor

Considerato uno dei più grandi dromaeosauridi conosciuti, l'Austroraptor poteva raggiungere una lunghezza di circa 5 metri (16.4 ft), dalla testa alla coda, per un peso di circa 400 kg, ciò ne fa anche il più grande dromeosauro rinvenuto nell'emisfero australe. L'olotipo della specie, etichettato MML-195, consistevano in uno scheletro frammentario che comprende parte del cranio del dinosauro, il collo, alcune costole, un omero e le ossa di entrambe le gambe assortite di alcune ossa del piede. Nonostante la scarsità ossea del ritrovamento, i paleontologi hanno riscontrato diverse caratteristiche uniche che differenziano Austroraptor dagli altri dromaeosauri. Il cranio dell'Austroraptor era stretto e lungo circa 80 centimetri, dissimilmente da altri dromaeosauri, facendo supporre una somiglianza con i più piccoli troodontidi, dal muso più piccolo e allungato. Gli arti anteriori di Austroraptor erano piuttosto brevi per un dromaeosauro, con l'omero dalla lunghezza minore della metà della lunghezza del femore. Tale caratteristica è presente solo nei dromeosauridi, Tianyuraptor, Mahakala e Zhenyuanlong tutti provvisti di arti anteriori piuttosto corti rispetto al corpo.
L'Austroraptor possedeva denti dalla forma conica privi di seghettatura, molto simili a quelli degli spinosauridi e ai denti del velociraptorino Adasaurus. Anche il cranio presentava caratteristiche insolite: il processo discendente delle curva dell'osso lacrimale anteriormente. Anche i piedi dell'animale avevano una strana morfologia, le cui falangi risultavano stranamente sproporzionate. La falange IV-2 è più del doppio della larghezza della falange II-2, e quasi tre volte la larghezza prevista sulla base delle dimensioni di generi affini. Ciò ha suggerito ad alcuni ricercatori che il campione tipo sia una chimera, ossia le ossa dei piedi potrebbero appartenere ad un altro individuo che durante la fossilizzazione ha mescolato le sue ossa con un altro individuo forse di una diversa classe di età.

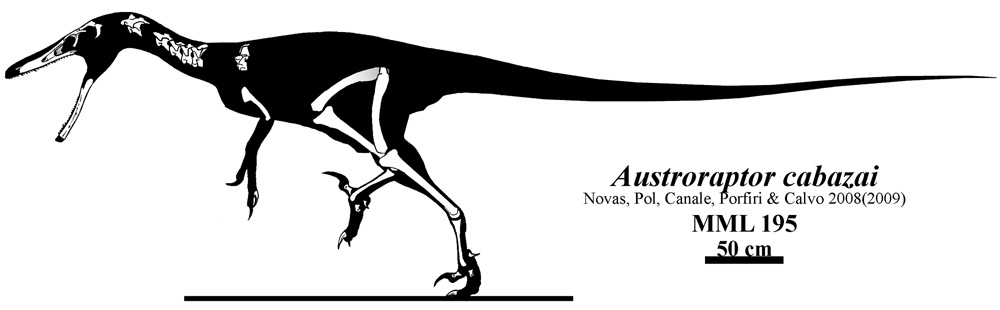
Elementi scheletrici conosciuti di A. cabazai

Lo scheletro parziale dell'Austroraptor ha rivelato diverse autapomorfie: l'osso lacrimale del cranio dell'animale era fortemente pneumatizzato e lo stesso osso lacrimale possedeva un processo discendente fortemente curvo rostralmente, e un processo caudale con una svasatura orizzontale sopra l'orbita, l'osso postorbitale manca del processo dorsomediale per l'articolazione con l'osso frontale, mentre il processo squammoso è estremamente ridotto, i denti sono piccoli e conici privi di dentellature e scanalature, l'omero è molto breve, rappresentando poco meno del 50% della lunghezza del femore, la falange II-2 del piede è trasversalmente stretta, in contrasto con la falange IV-2 estremamente robusta.

## Classificazione

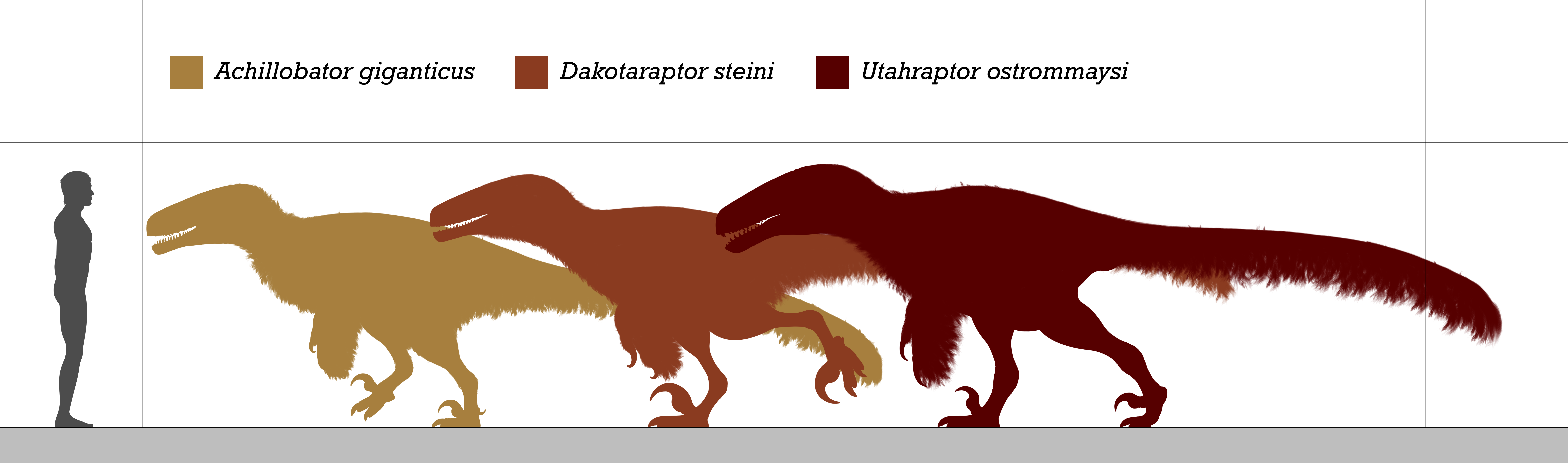
Dimensioni di alcuni dromaeosauridi (Austroraptor in blu)

Un'analisi cladistica sulle caratteristiche anatomiche dell'Austroraptor lo ha classificato nella sottofamiglia degli Unenlagiinae, all'interno di Dromaeosauridae. Questa assegnazione è basata sulle caratteristiche comuni osservate nei vari generi della sottofamiglia come il cranio allungato, la forma dei denti e la geometria e la formazione degli elementi vertebrali. L'Austroraptor risulta strettamente imparentato con il dromaeosauride unenlagiino Buitreraptor, con il quale condivide alcune caratteristiche derivate delle vertebre del collo.
La seguente cladogramma si basa sull'analisi filogenetica condotta da Turner, Makovicky e Norellin, nel 2012, che mostra le relazioni di Austroraptor tra gli altri generi assegnati al taxon Unenlagiinae:
|  | Buitreraptor                                               |
|  |                                                            |
|  | \| \| Austroraptor \| \| \| \| \| \| Unenlagia \| \| \| \| |
|  |                                                            |
|  | Austroraptor                                               |
|  |                                                            |
|  | Unenlagia                                                  |
|  |                                                            |

|  | Austroraptor |
|  |              |
|  | Unenlagia    |
|  |              |

|  | Buitreraptor                                               |
|  |                                                            |
|  | \| \| Austroraptor \| \| \| \| \| \| Unenlagia \| \| \| \| |
|  |                                                            |
|  | Austroraptor                                               |
|  |                                                            |
|  | Unenlagia                                                  |
|  |                                                            |

|  | Austroraptor |
|  |              |
|  | Unenlagia    |
|  |              |

Cau et al. (2017) pubblicarono un'analisi filogenetica di Dromaeosauridae durante la descrizione di Halszkaraptor, in cui i membri di Unenlagiinae sono classificati come:
|  | Austroraptor |
|  | |
|  | \| \| Buitreraptor \| \| \| \| \| \| Unenlagia comahuensis \| \| \| \| \| \| Unenlagia paynemili \| \| \| \| \| \| Neuquenraptor \| \| \| \| |
|  | |
|  | Buitreraptor |
|  | |
|  | Unenlagia comahuensis |
|  | |
|  | Unenlagia paynemili |
|  | |
|  | Neuquenraptor |
|  | |

|  | Buitreraptor          |
|  |                       |
|  | Unenlagia comahuensis |
|  |                       |
|  | Unenlagia paynemili   |
|  |                       |
|  | Neuquenraptor         |
|  |                       |

Nel 2019, durante la descrizione di Hesperornithoides, molti paraviani sono stati esaminati per la loro inclusione del nuovo genere. In questa analisi, Austroraptor è stato classificato come uno dei membri più basali di Unenlagiinae.
|  | Pyroraptor  |
|  |             |
|  | Pamparaptor |
|  |             |

|  | Rahonavis     |
|  |               |
|  | Ornithodesmus |
|  |               |

|  | Dakotaraptor |
|  |              |
|  | Unenlagia    |
|  |              |

|  | Rahonavis     |
|  |               |
|  | Ornithodesmus |
|  |               |

|  | Dakotaraptor |
|  |              |
|  | Unenlagia    |
|  |              |

|  | Rahonavis     |
|  |               |
|  | Ornithodesmus |
|  |               |

|  | Dakotaraptor |
|  |              |
|  | Unenlagia    |
|  |              |

|  | Rahonavis     |
|  |               |
|  | Ornithodesmus |
|  |               |

|  | Dakotaraptor |
|  |              |
|  | Unenlagia    |
|  |              |

|  | Pyroraptor  |
|  |             |
|  | Pamparaptor |
|  |             |

|  | Rahonavis     |
|  |               |
|  | Ornithodesmus |
|  |               |

|  | Dakotaraptor |
|  |              |
|  | Unenlagia    |
|  |              |

|  | Rahonavis     |
|  |               |
|  | Ornithodesmus |
|  |               |

|  | Dakotaraptor |
|  |              |
|  | Unenlagia    |
|  |              |

|  | Rahonavis     |
|  |               |
|  | Ornithodesmus |
|  |               |

|  | Dakotaraptor |
|  |              |
|  | Unenlagia    |
|  |              |

|  | Rahonavis     |
|  |               |
|  | Ornithodesmus |
|  |               |

|  | Dakotaraptor |
|  |              |
|  | Unenlagia    |
|  |              |

|  | Pyroraptor  |
|  |             |
|  | Pamparaptor |
|  |             |

|  | Rahonavis     |
|  |               |
|  | Ornithodesmus |
|  |               |

|  | Dakotaraptor |
|  |              |
|  | Unenlagia    |
|  |              |

|  | Rahonavis     |
|  |               |
|  | Ornithodesmus |
|  |               |

|  | Dakotaraptor |
|  |              |
|  | Unenlagia    |
|  |              |

|  | Rahonavis     |
|  |               |
|  | Ornithodesmus |
|  |               |

|  | Dakotaraptor |
|  |              |
|  | Unenlagia    |
|  |              |

|  | Rahonavis     |
|  |               |
|  | Ornithodesmus |
|  |               |

|  | Dakotaraptor |
|  |              |
|  | Unenlagia    |
|  |              |

|  | Pyroraptor  |
|  |             |
|  | Pamparaptor |
|  |             |

|  | Rahonavis     |
|  |               |
|  | Ornithodesmus |
|  |               |

|  | Dakotaraptor |
|  |              |
|  | Unenlagia    |
|  |              |

|  | Rahonavis     |
|  |               |
|  | Ornithodesmus |
|  |               |

|  | Dakotaraptor |
|  |              |
|  | Unenlagia    |
|  |              |

|  | Rahonavis     |
|  |               |
|  | Ornithodesmus |
|  |               |

|  | Dakotaraptor |
|  |              |
|  | Unenlagia    |
|  |              |

|  | Rahonavis     |
|  |               |
|  | Ornithodesmus |
|  |               |

|  | Dakotaraptor |
|  |              |
|  | Unenlagia    |
|  |              |

|  | Pyroraptor  |
|  |             |
|  | Pamparaptor |
|  |             |

|  | Rahonavis     |
|  |               |
|  | Ornithodesmus |
|  |               |

|  | Dakotaraptor |
|  |              |
|  | Unenlagia    |
|  |              |

|  | Rahonavis     |
|  |               |
|  | Ornithodesmus |
|  |               |

|  | Dakotaraptor |
|  |              |
|  | Unenlagia    |
|  |              |

|  | Rahonavis     |
|  |               |
|  | Ornithodesmus |
|  |               |

|  | Dakotaraptor |
|  |              |
|  | Unenlagia    |
|  |              |

|  | Rahonavis     |
|  |               |
|  | Ornithodesmus |
|  |               |

|  | Dakotaraptor |
|  |              |
|  | Unenlagia    |
|  |              |

|  | Pyroraptor  |
|  |             |
|  | Pamparaptor |
|  |             |

|  | Rahonavis     |
|  |               |
|  | Ornithodesmus |
|  |               |

|  | Dakotaraptor |
|  |              |
|  | Unenlagia    |
|  |              |

|  | Rahonavis     |
|  |               |
|  | Ornithodesmus |
|  |               |

|  | Dakotaraptor |
|  |              |
|  | Unenlagia    |
|  |              |

|  | Rahonavis     |
|  |               |
|  | Ornithodesmus |
|  |               |

|  | Dakotaraptor |
|  |              |
|  | Unenlagia    |
|  |              |

|  | Rahonavis     |
|  |               |
|  | Ornithodesmus |
|  |               |

|  | Dakotaraptor |
|  |              |
|  | Unenlagia    |
|  |              |

|  | Pyroraptor  |
|  |             |
|  | Pamparaptor |
|  |             |

|  | Rahonavis     |
|  |               |
|  | Ornithodesmus |
|  |               |

|  | Dakotaraptor |
|  |              |
|  | Unenlagia    |
|  |              |

|  | Rahonavis     |
|  |               |
|  | Ornithodesmus |
|  |               |

|  | Dakotaraptor |
|  |              |
|  | Unenlagia    |
|  |              |

|  | Rahonavis     |
|  |               |
|  | Ornithodesmus |
|  |               |

|  | Dakotaraptor |
|  |              |
|  | Unenlagia    |
|  |              |

|  | Rahonavis     |
|  |               |
|  | Ornithodesmus |
|  |               |

|  | Dakotaraptor |
|  |              |
|  | Unenlagia    |
|  |              |

|  | Pyroraptor  |
|  |             |
|  | Pamparaptor |
|  |             |

|  | Rahonavis     |
|  |               |
|  | Ornithodesmus |
|  |               |

|  | Dakotaraptor |
|  |              |
|  | Unenlagia    |
|  |              |

|  | Rahonavis     |
|  |               |
|  | Ornithodesmus |
|  |               |

|  | Dakotaraptor |
|  |              |
|  | Unenlagia    |
|  |              |

|  | Rahonavis     |
|  |               |
|  | Ornithodesmus |
|  |               |

|  | Dakotaraptor |
|  |              |
|  | Unenlagia    |
|  |              |

|  | Rahonavis     |
|  |               |
|  | Ornithodesmus |
|  |               |

|  | Dakotaraptor |
|  |              |
|  | Unenlagia    |
|  |              |

|  | Pyroraptor  |
|  |             |
|  | Pamparaptor |
|  |             |

|  | Rahonavis     |
|  |               |
|  | Ornithodesmus |
|  |               |

|  | Dakotaraptor |
|  |              |
|  | Unenlagia    |
|  |              |

|  | Rahonavis     |
|  |               |
|  | Ornithodesmus |
|  |               |

|  | Dakotaraptor |
|  |              |
|  | Unenlagia    |
|  |              |

|  | Rahonavis     |
|  |               |
|  | Ornithodesmus |
|  |               |

|  | Dakotaraptor |
|  |              |
|  | Unenlagia    |
|  |              |

|  | Rahonavis     |
|  |               |
|  | Ornithodesmus |
|  |               |

|  | Dakotaraptor |
|  |              |
|  | Unenlagia    |
|  |              |

|  | Pyroraptor  |
|  |             |
|  | Pamparaptor |
|  |             |

|  | Rahonavis     |
|  |               |
|  | Ornithodesmus |
|  |               |

|  | Dakotaraptor |
|  |              |
|  | Unenlagia    |
|  |              |

|  | Rahonavis     |
|  |               |
|  | Ornithodesmus |
|  |               |

|  | Dakotaraptor |
|  |              |
|  | Unenlagia    |
|  |              |

|  | Rahonavis     |
|  |               |
|  | Ornithodesmus |
|  |               |

|  | Dakotaraptor |
|  |              |
|  | Unenlagia    |
|  |              |

|  | Rahonavis     |
|  |               |
|  | Ornithodesmus |
|  |               |

|  | Dakotaraptor |
|  |              |
|  | Unenlagia    |
|  |              |

|  | Pyroraptor  |
|  |             |
|  | Pamparaptor |
|  |             |

|  | Rahonavis     |
|  |               |
|  | Ornithodesmus |
|  |               |

|  | Dakotaraptor |
|  |              |
|  | Unenlagia    |
|  |              |

|  | Rahonavis     |
|  |               |
|  | Ornithodesmus |
|  |               |

|  | Dakotaraptor |
|  |              |
|  | Unenlagia    |
|  |              |

|  | Rahonavis     |
|  |               |
|  | Ornithodesmus |
|  |               |

|  | Dakotaraptor |
|  |              |
|  | Unenlagia    |
|  |              |

|  | Rahonavis     |
|  |               |
|  | Ornithodesmus |
|  |               |

|  | Dakotaraptor |
|  |              |
|  | Unenlagia    |
|  |              |

|  | Pyroraptor  |
|  |             |
|  | Pamparaptor |
|  |             |

|  | Rahonavis     |
|  |               |
|  | Ornithodesmus |
|  |               |

|  | Dakotaraptor |
|  |              |
|  | Unenlagia    |
|  |              |

|  | Rahonavis     |
|  |               |
|  | Ornithodesmus |
|  |               |

|  | Dakotaraptor |
|  |              |
|  | Unenlagia    |
|  |              |

|  | Rahonavis     |
|  |               |
|  | Ornithodesmus |
|  |               |

|  | Dakotaraptor |
|  |              |
|  | Unenlagia    |
|  |              |

|  | Rahonavis     |
|  |               |
|  | Ornithodesmus |
|  |               |

|  | Dakotaraptor |
|  |              |
|  | Unenlagia    |
|  |              |

|  | Pyroraptor  |
|  |             |
|  | Pamparaptor |
|  |             |

|  | Rahonavis     |
|  |               |
|  | Ornithodesmus |
|  |               |

|  | Dakotaraptor |
|  |              |
|  | Unenlagia    |
|  |              |

|  | Rahonavis     |
|  |               |
|  | Ornithodesmus |
|  |               |

|  | Dakotaraptor |
|  |              |
|  | Unenlagia    |
|  |              |

|  | Rahonavis     |
|  |               |
|  | Ornithodesmus |
|  |               |

|  | Dakotaraptor |
|  |              |
|  | Unenlagia    |
|  |              |

|  | Rahonavis     |
|  |               |
|  | Ornithodesmus |
|  |               |

|  | Dakotaraptor |
|  |              |
|  | Unenlagia    |
|  |              |

|  | Pyroraptor  |
|  |             |
|  | Pamparaptor |
|  |             |

|  | Rahonavis     |
|  |               |
|  | Ornithodesmus |
|  |               |

|  | Dakotaraptor |
|  |              |
|  | Unenlagia    |
|  |              |

|  | Rahonavis     |
|  |               |
|  | Ornithodesmus |
|  |               |

|  | Dakotaraptor |
|  |              |
|  | Unenlagia    |
|  |              |

|  | Rahonavis     |
|  |               |
|  | Ornithodesmus |
|  |               |

|  | Dakotaraptor |
|  |              |
|  | Unenlagia    |
|  |              |

|  | Rahonavis     |
|  |               |
|  | Ornithodesmus |
|  |               |

|  | Dakotaraptor |
|  |              |
|  | Unenlagia    |
|  |              |

|  | Pyroraptor  |
|  |             |
|  | Pamparaptor |
|  |             |

|  | Rahonavis     |
|  |               |
|  | Ornithodesmus |
|  |               |

|  | Dakotaraptor |
|  |              |
|  | Unenlagia    |
|  |              |

|  | Rahonavis     |
|  |               |
|  | Ornithodesmus |
|  |               |

|  | Dakotaraptor |
|  |              |
|  | Unenlagia    |
|  |              |

|  | Rahonavis     |
|  |               |
|  | Ornithodesmus |
|  |               |

|  | Dakotaraptor |
|  |              |
|  | Unenlagia    |
|  |              |

|  | Rahonavis     |
|  |               |
|  | Ornithodesmus |
|  |               |

|  | Dakotaraptor |
|  |              |
|  | Unenlagia    |
|  |              |

|  | Pyroraptor  |
|  |             |
|  | Pamparaptor |
|  |             |

|  | Rahonavis     |
|  |               |
|  | Ornithodesmus |
|  |               |

|  | Dakotaraptor |
|  |              |
|  | Unenlagia    |
|  |              |

|  | Rahonavis     |
|  |               |
|  | Ornithodesmus |
|  |               |

|  | Dakotaraptor |
|  |              |
|  | Unenlagia    |
|  |              |

|  | Rahonavis     |
|  |               |
|  | Ornithodesmus |
|  |               |

|  | Dakotaraptor |
|  |              |
|  | Unenlagia    |
|  |              |

|  | Rahonavis     |
|  |               |
|  | Ornithodesmus |
|  |               |

|  | Dakotaraptor |
|  |              |
|  | Unenlagia    |
|  |              |

## Storia della scoperta
L'esemplare tipo di Austroraptor cabazai fu recuperata a Bajo de Santa Rosa, all'interno della Formazione Allen, nel Río Negro, in Argentina. Il campione fu raccolto dai paleontologi Phil Currie e Paulina Carabajal, nel 2008. Attualmente l'esemplare si trova nella collezione del Museo Municipal de Lamarque, in Argentina.
Il nome generico, Austroraptor, significa "ladro del sud", e deriva dalla parola latina Auster che significa "il vento del sud", e la parola latina raptor che significa "ladro". Il nome specifico, cabazai, è stato dato in onore di Alberto Cabaza, fondatore del Museo Municipal de Lamarque, dove il campione è stato parzialmente studiato. L'Austroraptor fu descritto e nominato alla fine 2008 da Fernando Novas, del Museo Argentino de Ciencias Naturales. La specie tipo nonché unica specie ascritta al genere è Austroraptor cabazai.

## Paleoecologia

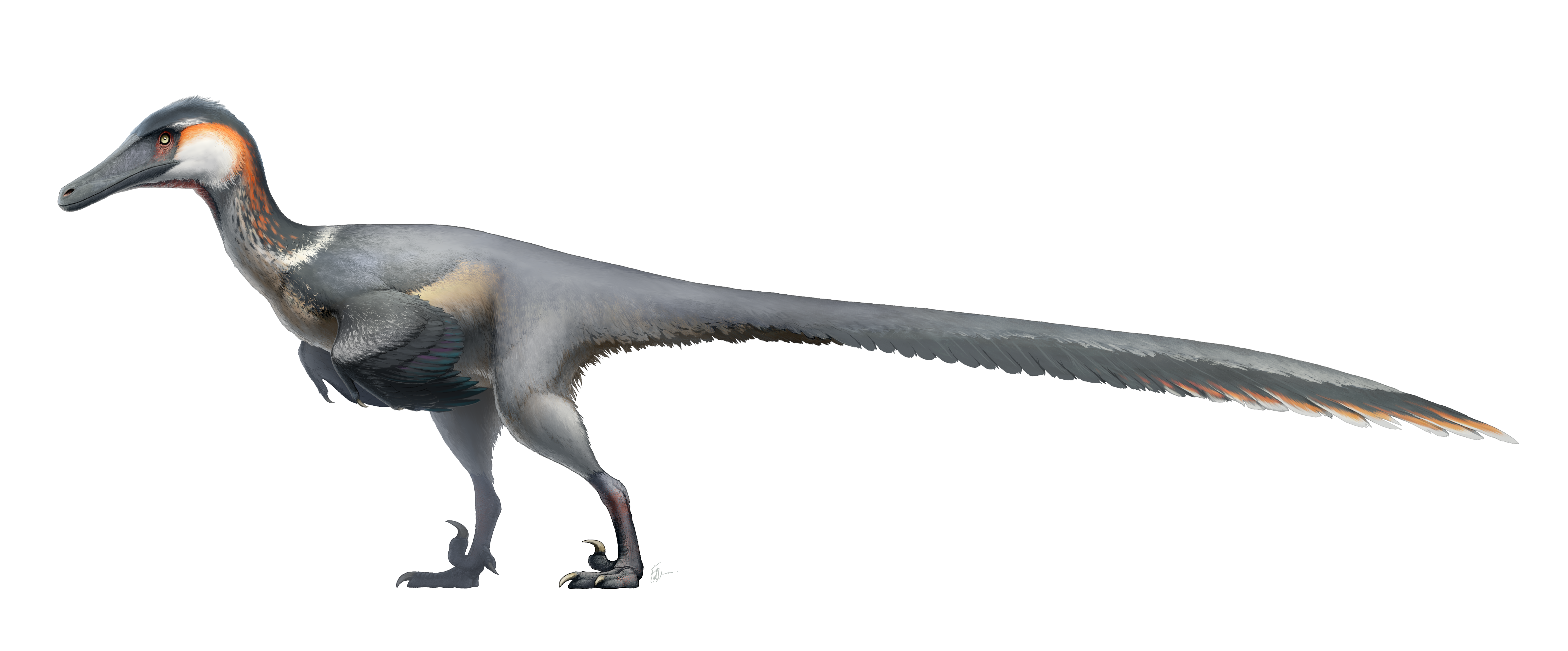
Ricostruzione artistica di A. cabazai

I fossili di Austroraptor sono stati ritrovati all'interno di sedimenti fossiliferi risalenti al Maastrichtiano, alla fine del Cretaceo superiore, circa 70 milioni di anni fa.
L'Austroraptor condivideva il suo habitat con alcune specie di mammiferi, pterosauri e i titanosauri Saltasaurus e Rocasaurus. Nonostante le dimensioni del predatore è improbabile che questi erbivori fossero la preda abituale dell'Austroraptor. Molti scienziati, notando le caratteristiche anatomiche dell'animale hanno formulato l'ipotesi che l'animale poteva cibarsi di pesce. Il lungo muso e i denti conici sembrano una perfetta convergenza evolutiva con i teropodi spinosauridi noti per la loro dieta piscivora, i denti conici infatti sono perfetti per trattenere prede scivolose come appunto i pesci. Le braccia notevolmente ridotte erano inoltre poco utili nella caccia a grandi animali limitando così l'alimentazione dell'Austroraptor a piccole prede. Probabilmente l'Austroraptor si appostava lungo il corso dei fiumi o dei laghi aspettando il momento opportuno per far scattare le fauci e arpionare prede acquatiche, come i moderni aironi.

Fauna della Formazione Allen (Austroraptor in blu)